# 源高実
源 高実（みなもと の たかざね）は、平安時代中期から後期にかけての貴族。醍醐源氏、但馬守・源高房の長男。官位は正四位上・中宮亮。

## 経歴
初め、後冷泉天皇の蔵人を務める。白河朝にて、伯耆守・中宮大進を歴任したのち、承暦4年（1080年）越前守に転じる。越前守在任中の応徳3年（1086年）に越前国大野郡牛原荘荒地200余町を醍醐寺円光院に寄進している。また、同年11月に堀河天皇の即位儀において、高実は右大将代を務めた。同年12月に弟の清実に国司職を譲っている。
白河院政期に入ると、寛治元年（1087年）に院昇殿を聴され、寛治2年（1088年）従四位下、寛治6年（1092年）従四位上と昇進を重ねた。承徳2年（1098年）中宮・篤子内親王の中宮亮に任ぜられる一方で、康和4年（1102年）ごろ讃岐守、長治元年（1104年）ごろ阿波守に任ぜられるなど、受領を歴任。この間、康和5年（1103年）正四位下に叙せられている。
のち、中宮御堂の造営を命ぜられたが、嘉承元年（1106年）5月23日に造営の途中で卒去。享年61。最終官位は正四位上中宮亮兼阿波守。

## 官歴
- 承暦元年（1077年） 12月5日：前伯耆守[1]
- 承暦3年（1079年） 2月19日：見大進[2]
- 承暦4年（1080年） 5月11日：見越前守[1]
- 応徳3年（1086年） 12月：辞越前守[3]
- 寛治元年（1087年） 4月7日：院昇殿[4]
- 寛治2年（1088年） 正月19日：従四位下（令子内親王職事）[5]
- 寛治6年（1092年） 正月5日：従四位上（渡御家賞）[6]
- 承徳2年（1098年） 4月2日：中宮亮（中宮・篤子内親王）[5]
- 康和4年（1102年） 正月20日：見讃岐守[5]
- 康和5年（1103年） 正月6日：正四位下[5]
- 長治元年（1104年） 10月14日：阿波守[5]
- 時期不詳：正四位上[7]
- 嘉承元年（1106年） 5月23日（正四位上中宮亮兼阿波守）[8][5]

## 系譜
- 父：源高房
- 母：大江定経の娘[5]
- 妻：藤原憲房の娘
- 生母不明の子女
  - 男子：源実房